# Мицко Крстић
Мицко Крстић (Латово, 1855 — 13/16. октобар 1909), познат као Мицко Поречки (по области Пореч), је био српски четнички војвода у Старој Србији.
По занату је био самарџија и једно време радио у Скопљу.
1876. год. побегао је од куће због зулума Џемајила-Џеме и губертовао по Румунији и Србији, и ратовао. Чета Мицка Крстића 1879. формирана је у Нишу уз припомоћ Николе Рашића и војних власти у Врању. После Брсјачке буне допао је затвора 1882. и остао у затвору до 1904. Чим је пуштен из затвора, и вратио се кући, организовао је чету и почео се сукобљавати са Бугарима и Турцима.
Мицко је погинуо после Хуријета.

## Биографија

### Младост
Мицко Крстић родио се у селу Латову у Рабетинској Реци. Његови преци су из села Требина у Поречу, области код данашњег Македонског Брода који је у 19. и првој половини 20. века снажно неговао српске традиције. Као дечак Мицко је отишао у Скопље да испече самарџијски занат. По повратку из Скопља затекао је стару обест албанског бега Џемаил Аге који му је понижавао и уцењивао оца.

### Добровољац и устаник
Мицко је отишао у Србију која је те 1876. ушла у рат са Османским царством. У Српско-турском рату 1876—1878. учествовао као добровољац заједно са својим земљацима из Пореча, у чети командира Јунгића. Због велике одважности произведен је за четовођу. Након рата пребацио се у Пореч и ту учествовао као четовођа заједно са Илијом Делијом, Стефом Петровићем, Ристом Костадиновићем у герилском рату 1880-1881. године познатом као Брсјачка буна. Тада је и извршио освету над Џемаил агом, што је забележено у народној песми Не седи Џемо распашан. Због зиме и потера Мицко је распустио чету 1882. и склонио се у Пореч у село Белицу. Турске потере су га ухватиле и одвеле у битољску тамницу где је „имао да одлежи“ 101. годину робије. Због свог отвореног српског декларисања био је жртва атентата у тамници, који је једва преживео. Након тога је ступио у преписку са српским конзулом у Битољу Милојком Веселиновићем који је настојао да га ослободи.
Године 1897. Бугарска је искористила Грчко-турски рат 1897. да издејствује амнестију за све Бугаре у турским тамницама. Мицко Крстић је одбио да искористи амнестију и да се изда за Бугарина, и остао је у тамници све до 1901. када је српски конзул коначно успео да га ослободи. Од 1901. до априла 1904. Мицко је живео у Битољу од скромне помоћи српског конзулата.

### Четовање
Када је након Илинданског устанка појачан терор ВМРО-а а над Србима. Саватије Милошевић и Лазар Кујунџић су успели да га пребаце у Пореч где је организовао прву српску чету са десне стране Вардара. Уплашени култом Мицка као старог борца и омиљеног народног јунака, челници ВМРО су кренули у напад на Мицка октобра 1904. Чете Георги Сугарева, Петра Ацева и Дамјана Груева напале су га код села Слатина у Поречу. Мицко је издржао борбу и чак однео победу у којој је заробљен и ревизиони војвода ВМРОа Дамјан Груев. Мицко је Груеву поклонио живот и пустио га под условом да више не напада Србе. Груев је преко конзулата у Битољу и Скопљу пребачен у Бугарску и није предат Турцима. Због старости Мицко је убрзо пребачен у Србију. Након Младотурске револуције вратио се у Пореч. Турски циљ је био да обезглаве народ, па како им је Мицко Крстић био прва мета, убили су га га 13/16. октобра 1909. код села Ижишта у близини Кичева.

## Наслеђе
Сликарка Надежда Петровић (1873-1915) написала је драму о његовом животу.
Опеван је у народним песмама „Седнал ми Џемо“, „Мицко кумита“, „Поречко моме“, „Млади Мицко“ и „Излегол Мицко од зиндан“.

## Напомени
1. ↑  Или 13. октобра 1909. године